# الکسی کاتیوناچکین
الکسی ویاچسلاوویچ کاتیوناچکین (روسی: Алексе́й Вячесла́вович Котёночкин؛ زادهٔ ۱۹۵۸ میلادی) اَنیماتور، کارگردان فیلم و فیلم‌نامه‌نویس اهل روسیه است.
از فیلم‌ها یا مجموعه‌های تلویزیونی که وی در آن‌ها نقش داشته است، می‌توان به کومی-کومی و خرگوش بلا و گرگ ناقلا اشاره نمود.